# Gösta Walin (justitieråd)
Axel Gösta Walin, född 30 november 1902, död 9 oktober 2002, var en svensk jurist och ämbetsman. Han var son till vice häradshövding och rådman Daniel Gustaf Walin och Hedvig Elisabet Lindgren, och sonson till Rudolf Walin.
Walin tog juris kandidatexamen 1925, blev assessor i Svea hovrätt 1935, hovrättsråd 1939 och revisionssekreterare 1941. Han utnämndes till justitieråd 1947 vilket han tjänstgjorde som tills 1960. 
Genom uppdragen som byråchef för lagärenden i Justitiedepartementet 1938 och statssekreterare i departementet 1943 var han även synnerlikgen aktiv i många lagstiftningsärenden. Han var sålunda ordförande i 1957 års familjerättskommitté, i 1959 års skadeståndskommitté och i den år 1960 tillsatta lagberedningen för översyn av exekutionslagstiftningen. Walin utgav ett flertal monografier inom olika rättsliga områden.
Walin promoverades till juris hedersdoktor i Stockholm 1953 samt blev invald i Musikaliska akademien 1947. Han är begraven på Lidingö kyrkogård.

## Utmärkelser
- Kommendör med stora korset av Nordstjärneorden, 6 juni 1957.[2]